# Imigração árabe no Brasil
A imigração árabe no Brasil tem início com a chegada de imigrantes árabes que começaram a desembarcar no País em fins do século XIX. No início do século XX, esse fluxo imigratório cresceu e passou a se tornar importante. A maioria é de origem libanesa, enquanto o restante é, predominantemente, de origem síria. É notável, também, a presença de palestinos e jordanianos.
Os dados sobre o número de descendentes de árabes no Brasil são discrepantes. O censo nacional do IBGE não questiona a ancestralidade do povo brasileiro há várias décadas. No último censo a questionar a ancestralidade, o de 1940, 107.074 brasileiros disseram ser filhos de pai sírio, libanês, palestino, iraquiano ou árabe. Os árabes natos eram 46.105 e os naturalizados brasileiros, 5.447. O Brasil tinha  41.169.321 habitantes na época do censo, portanto árabes e filhos eram 0,38% da população do Brasil em 1940. Atualmente, muitas fontes citam que milhões de brasileiros descendem de árabes. O Itamaraty afirma haver entre 7 e 10 milhões de descendentes de libaneses no Brasil. Contudo, pesquisas independentes, baseadas na autodeclaração do entrevistado, encontraram números bem menores. Segundo pesquisa do IBGE de 2008, 0,9% dos brasileiros brancos entrevistados disseram ter origem familiar no Oriente Médio, o que daria cerca de um milhão de pessoas. Segundo outra pesquisa, de 1999, do sociólogo, ex-presidente do Instituto Brasileiro de Geografia e Estatística (IBGE), Simon Schwartzman, somente 0,48% dos brasileiros entrevistados afirmaram ter ancestralidade árabe, percentual que, numa população de cerca de 200 milhões de brasileiros, representaria em torno de 960 mil pessoas.

## Histórico

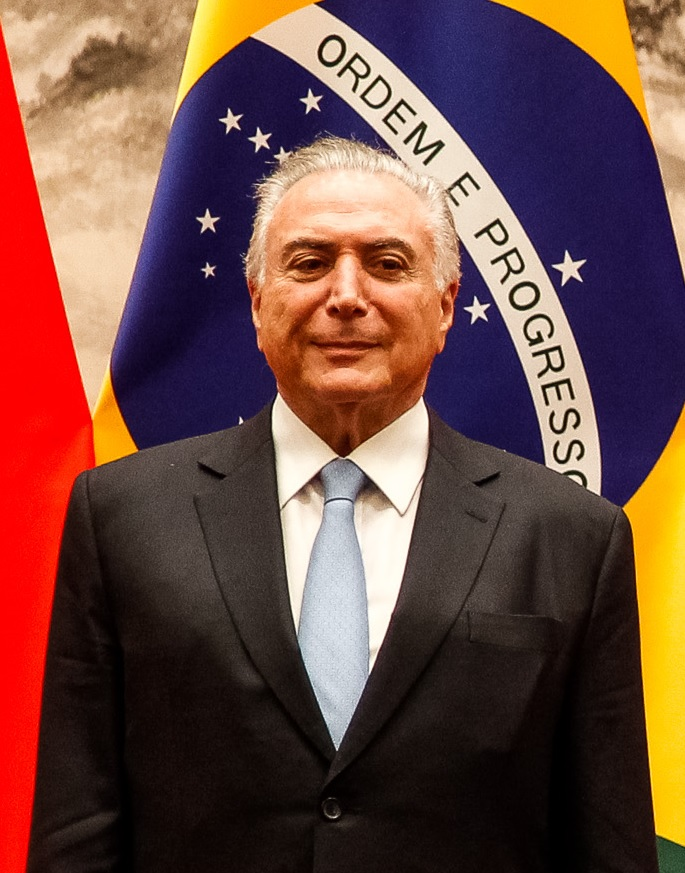
No Brasil, Michel Temer foi o primeiro presidente da república a descender de árabes.

O Imperador D. Pedro II, após efetuar uma viagem diplomática ao Oriente Médio, mostrou-se fascinado pela cultura local e pela cordialidade do povo árabe. Consta que, por meio do Imperador, as primeiras levas de imigrantes árabes foram atraídas para o Brasil.
Entre 1884 e 1933, 130.000 sírios e libaneses entraram no Brasil pelo Porto de Santos - 65% deles eram católicos (católicos maronitas e católicos melquitas), 20% eram ortodoxos orientais e 15% eram muçulmanos (xiitas e sunitas) ou drusos.
Muitos árabes tornaram-se mascates no Brasil, percorrendo as grandes cidades e as fazendas do interior para vender seus produtos. Com o passar do tempo, passaram a fundar pequenas lojas de comércio (armarinhos) nos centros urbanos e prosperaram. Ficaram conhecidos como "turcos", pois, no início da imigração, sírio-libaneses eram cidadãos (árabes) do Império Turco-Otomano.
Muitos árabes emigraram por motivos religiosos. A maior parte dos imigrantes era de cristãos, pois estes passavam por certas privações sob domínio otomano. Também havia fatores econômicos, sobretudo ligados à escassez de terras no Oriente Médio. 
A opção de grande parte dos árabes no Brasil foi pelo comércio. Embora muitos dos imigrantes fossem de origem camponesa, a miséria que enfrentavam no meio rural no Oriente Médio fizeram com que os árabes preferissem se estabelecer no meio urbano brasileiro. Assim, muitos deles tornaram-se mascates. Os mascates eram vendedores que perambulavam pelas cidades brasileiras, vendendo seus produtos. Após acumularem dinheiro, montavam suas próprias casas comerciais e posteriormente sua própria indústria. Uma pesquisa de 1907 em São Paulo e no Rio de Janeiro mostrou que 80% das lojas de sírios e libaneses eram de tecidos a varejo e armarinhos. Com o aumento do processo de substituição de importações, muitos árabes prosperaram no meio industrial brasileiro.

## Centro-Oeste
Os "Turcos" como eram chamados os descendentes de árabes pela população, eram em sua maioria caixeiros-viajantes que penetravam no Centro Oeste para vender suas mercadorias. Vendiam em lombo de animais, desde tecidos, a até sapatos, botas e centenas de outros produtos, e representavam uma das fontes de informação mais confiável junto à população do Cerrado Goiano e Matogrossense, onde viviam milhares de famílias isoladas em pequenas vilas e tendo nos "Turcos" um dos únicos meios de saber "as novidades" da capital e do país. Durante as décadas de 1920 e 1930 os Sírio-Libaneses serviam região não só abastecendo de produtos, mas também proporcionavam a ela a atualização de fatos políticos relevantes, como o fora a Revolução de Trinta, a "Coluna Prestes", o Golpe de Vargas e uma coletânea de informações sobre fatos históricos que aconteciam no Brasil.
Em Goiás existe uma das mais prósperas comunidades de descendentes de Sírio-Libaneses. Anápolis, que atualmente é um dos mais importantes municípios do Centro Oeste, teve em seu progresso econômico e social também uma forte participação da colônia Sírio-Libanesa.
Em Mato Grosso do Sul cerca de 5% da população é composta de árabes ou árabe-descendentes, porcentagem alta em comparação a outras regiões do Brasil. A partir de 1912, fugindo de conflitos no Oriente Médio, sírios e libaneses passaram a chegar ao porto de Santos. Dessa cidade, partiram para o porto de Corumbá, o portal de entrada para o Centro-Oeste e o polo comercial de Mato Grosso. De lá, dispersaram-se para outras cidades do estado. Muitos outros também chegaram através Estrada de Ferro Noroeste do Brasil, a qual ajudaram a construir. Mesmo antes de terminada a construção da estrada de ferro, no entanto, já passavam a se dedicar ao comércio, sua principal atividade.
Ao pronunciar o português, os imigrantes acabavam utilizando a consoante "b" no lugar de "p", que é um fonema inexistente em árabe, por isso  diziam "batrício" em vez de "patrício", dando origem à expressão usada popularmente para designar os imigrantes árabes na região.

## Sul

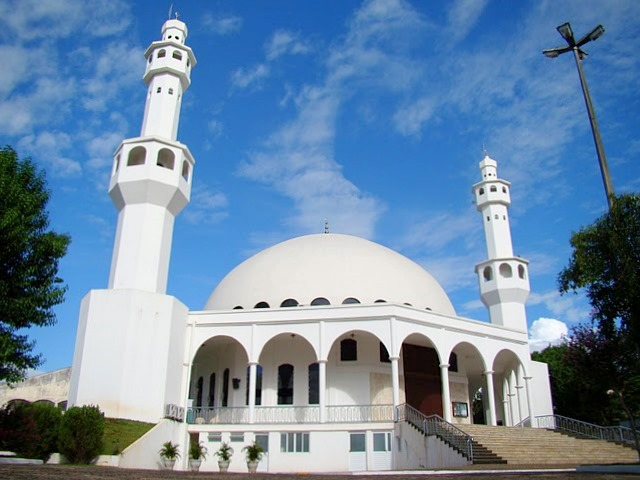
Mesquita Omar Ibn Al-Khattab, em Foz do Iguaçu-PR. A cidade abriga a maior comunidade muçulmana do Brasil.

Os primeiros imigrantes árabes que chegaram na região vieram do Oriente Médio por volta de 1860. Tinham basicamente a nacionalidade sírio-libanesa, e em menor número os transjordanianos. Os registros oficiais apontam a chegada significativa desses imigrantes aos portos de Montevidéu, Buenos Aires, Rio de Janeiro e Santos. Posteriormente, nas décadas de 1870, 1880 e 1890 essa movimentação iria se acentuar, sendo que muitos desses imigrantes acabaram fixando residência na faixa de fronteira gaúcha, em especial nas regiões de Santana do Livramento, Bagé e Chuí. Em termos proporcionais, Foz do Iguaçu, no Paraná, possui a maior comunidade islâmica do Brasil.

## Sudeste

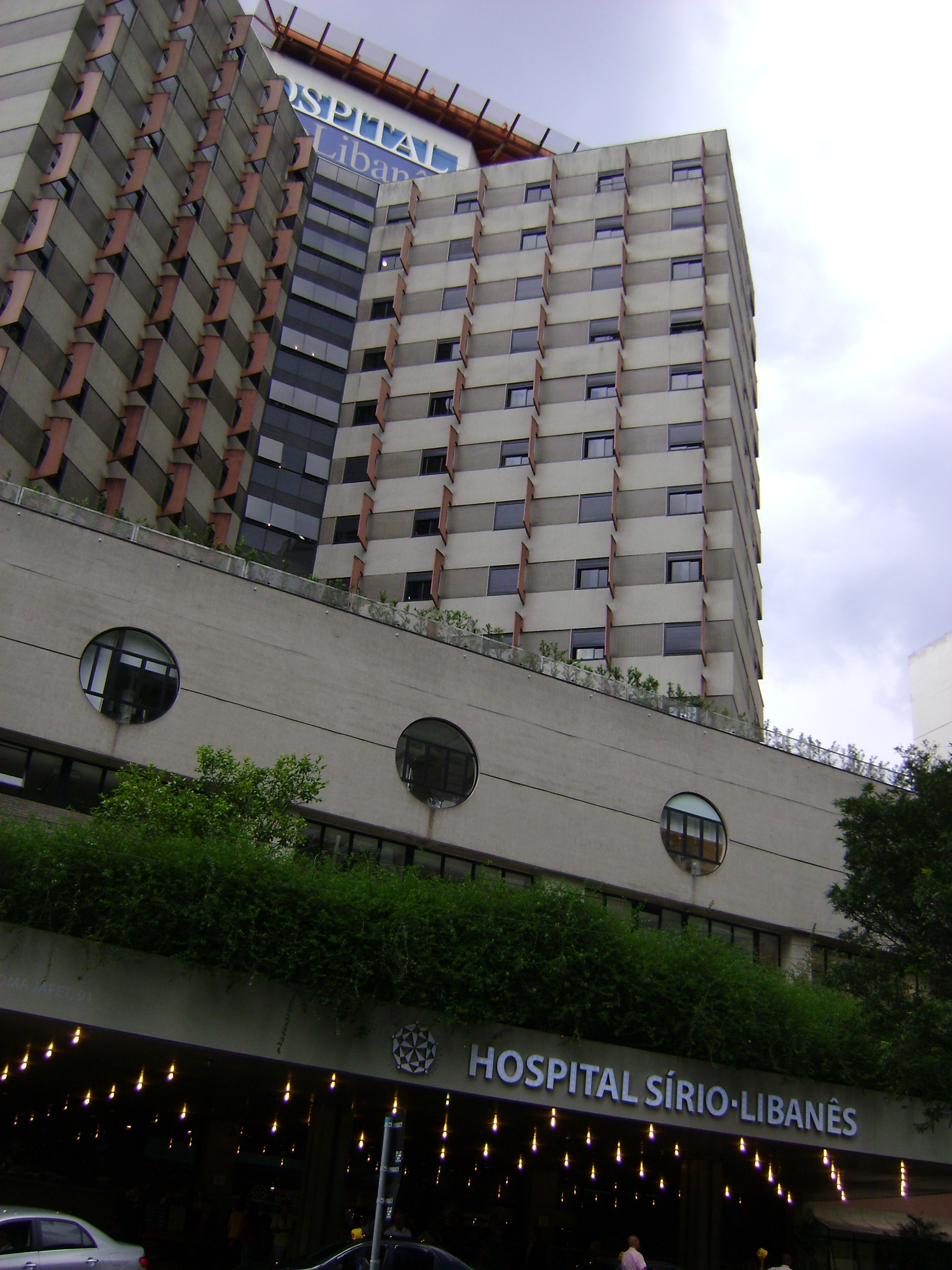
Hospital Sírio-Libanês, na cidade de São Paulo, um dos hospitais mais conhecidos e respeitados do Brasil

A grande maioria dos imigrantes árabes chegados ao Brasil rumou para São Paulo. Na capital do estado, os sírio-libaneses rapidamente formaram uma forte comunidade de comerciantes. Foram os árabes que criaram o comércio popular da rua 25 de Março, hoje o maior centro de comércio do Brasil.
Grandes parcelas de imigrantes também se fixaram nos estados do Rio de Janeiro e Minas Gerais. Muitas cidades do sudeste foram construídas ou se desenvolveram com a presença árabe em seus territórios. Os árabes que se mudaram para o Brasil eram em sua maioria comerciantes, e ajudaram muitas localidades com um desenvolvimento ainda efêmero a mudar seu perfil socioeconômico, trazendo sua experiência com o comércio para as regiões onde se estabeleciam.

## Norte e Nordeste
No norte do Brasil, algumas cidades tiveram imigração árabe, sendo que muitas destas famílias se tornaram predominantes e oligarcas na região.

## Recente corrente imigratória
A Guerra Civil no Líbano, ocorrida entre os anos de 1975 e 1990, formou uma nova corrente migratória em direção ao Brasil, agora incluindo um número considerável de muçulmanos. Por volta de 2015, significante numero de imigrantes sírios chegaram ao Brasil, com destaque para as regiões Sudeste e Centro-Oeste, devido principalmente à Guerra Civil Síria e ao Estado Islâmico.

## Integração dentro da sociedade brasileira

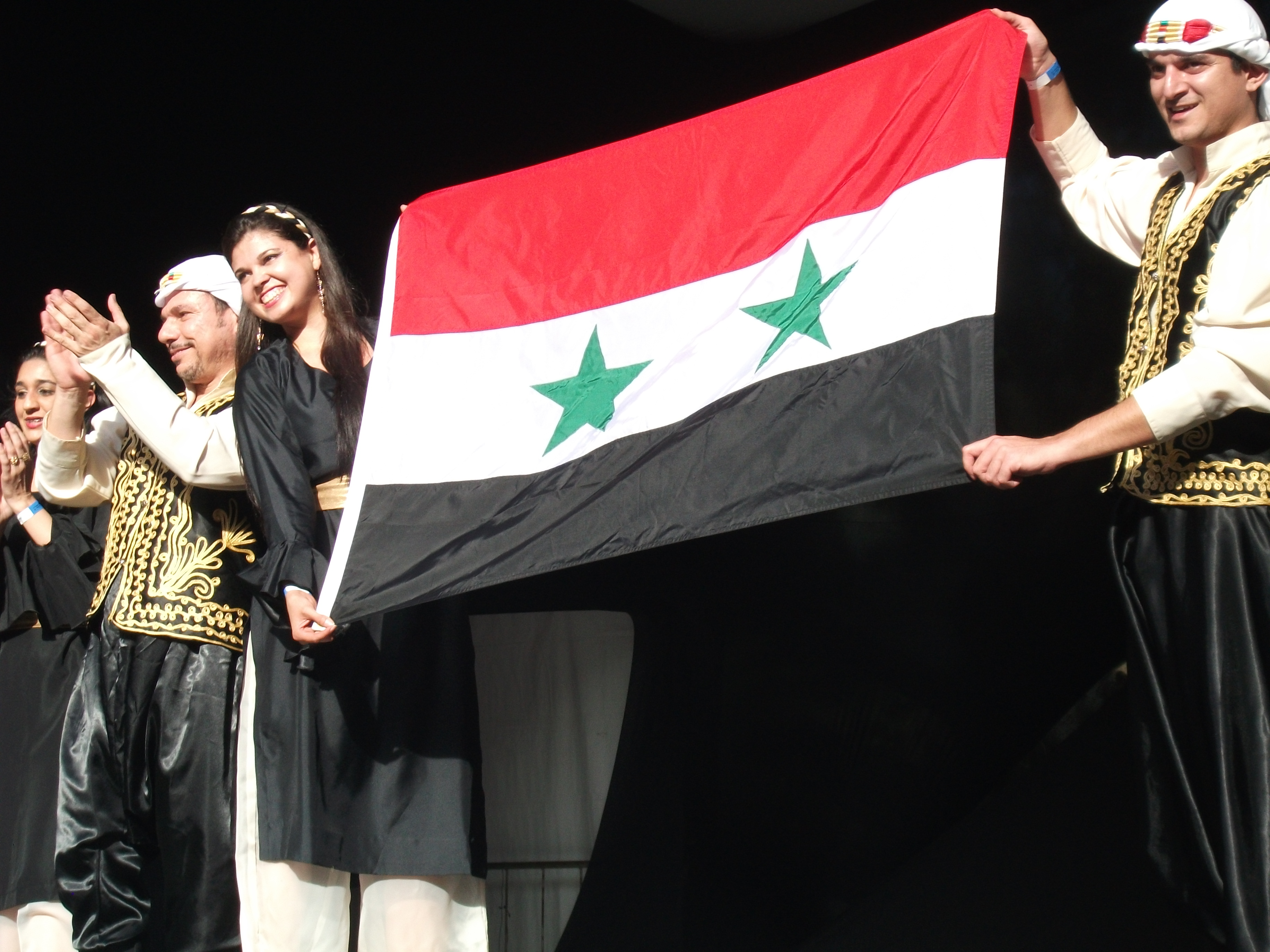
Grupo Folclórico Sírio da cidade de São Paulo

Os árabes foram um dos grupos de imigrantes que menos sofreram para se adaptar ao Brasil. Em sua maioria árabes-cristãos, os imigrantes não encontraram uma realidade religiosa divergente. Além disso, encontraram no Brasil uma sociedade extremamente miscigenada, e acostumada com a diversidade étnica.
Os árabes, agarrados ao costume da preservação familiar, formaram grandes famílias por todo o Brasil, incluindo-se casamentos dentro da colônia árabe e, também, diversos com não árabes.

## Religião
Os primeiros árabes que imigraram ao Brasil eram, em sua grande maioria, pertencentes a igrejas cristãs, sendo a maioria católicos maronitas da Síria e Líbano. Porém, a leva mais recente de imigrantes sírio-libaneses é, consideravelmente, islâmica com uma minoria judaica. O censo do IBGE contabilizou a existência de 27.239 islâmicos no Brasil, embora a Federação Islâmica Brasileira afirme a presença de 1,5 milhão de muçulmanos no País.